# Alcubierre-meghajtás

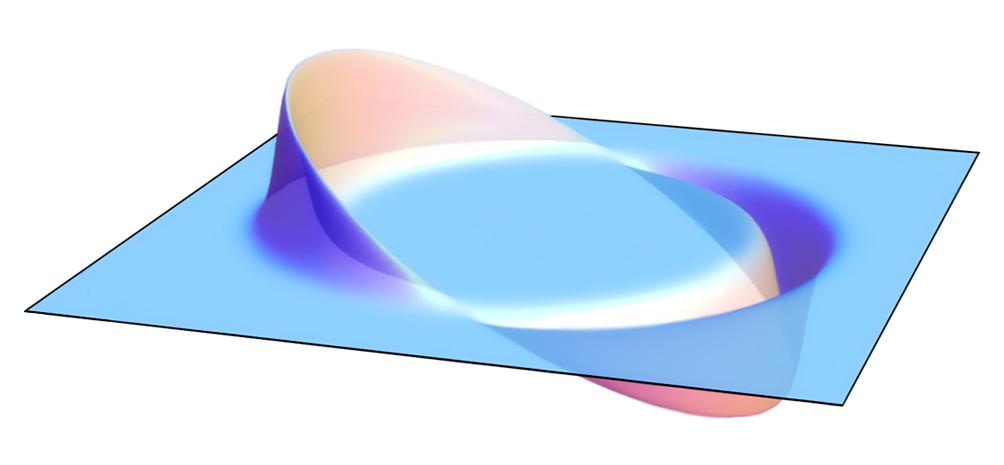
Az Alcubierre-meghajtás kétdimenziós szemléltetése, amiben a téridő a haladó test irányában összenyomódik, mögötte pedig felveszi korábbi alakját

Az Alcubierre-meghajtás vagy Alcubierre-metrika (lásd: metrikus tenzor) Einstein téregyenleteinek egyik spekulatív megoldása, melyben egy űrhajó azáltal tud gyorsabban haladni a fénynél, hogy előtte a téridő összenyomódik, mögötte pedig kiterjed. Az ötletet Miguel Alcubierre (sz. 1964) mexikói elméleti fizikus vetette fel 1994-ben. Az Alcubierre-meghajtás megvalósításához negatív tömeg szükséges. Az űrhajó valójában nem halad a fénynél gyorsabban, csak a megtett út és az idő alapján adódik ez az eredmény. Az ilyesfajta haladás egyik megnevezése a „fénynél gyorsabb utazás”.
A normál téridőben Albert Einstein speciális relativitáselmélete szerint lehetetlen egy fizikai testet a fénynél nagyobb sebességre gyorsítani, mert a test tömege végtelenre nő. Az Alcubierre-metrikában a tér eltorzul a test körül, ezért a test a céljához hamarabb érkezik meg, mint a fény érkezne oda a normál téridőben.  Az Alcubierre által leírt metrika matematikailag érvényes és összhangban van Albert Einstein téregyenleteivel. Ugyanakkor ez nem jelenti azt, hogy fizikai értelemben is érvényes és ilyen meghajtás megépíthető. A megvalósításához negatív energiasűrűség szükséges és egzotikus anyag. Egzotikus anyag létezésére egyelőre nincs bizonyíték, de más elméletek megkövetelik a létezését.

## Története

Az Alcubierre-metrikában haladó űrhajó, ami előtt és mögött a tér szerkezete megváltozik, ezáltal az űrhajó látszólag túllépi a fénysebességet

1994-ben Miguel Alcubierre fizikus javasolt egy módszert a tér geometriájának megváltoztatására egy hullám létrehozásával, ami előtt a tér összenyomódik, mögötte pedig újból kitágul. A kettő közötti, úgynevezett „téridő-buborékban” lévő űrhajó hagyományos térben van, ami vele együtt halad. Az űrhajó a buborékon belül nem végez mozgást, és az ott lévő testekkel interakcióba tud lépni.

## Az Alcubierre-metrika
Az Alcubierre-metrika leírja a térhajtómű működését a téridőben. Ez a pszeudo-Riemann-geometria speciális esete, egy Lorentz sokaság, ami az általános relativitáselmélet szerint megengedi a „téridő-buborék” megjelenését a korábban sík téridőben, és végeredményben a fénynél gyorsabb haladását. A buborékon belül utazókra nem hat tehetetlenségi erő, és az ott lévő testek nem mozognak gyorsabban a fénynél, vagyis az Alcubierre metrika nem mond ellent a relativitáselméletnek, ezért nem lépnek fel olyan hatások sem, mint az „idő megnyúlása”.

## Az Alcubierre meghajtás matematikája
A működtetéshez szükséges energiamennyiséget már nem tartják elérhetetlenül nagynak. A „téridő-buborék” létrehozására egyelőre nincs használható ötlet. A belsejében tartózkodók nem tudják irányítani, mivel a buborék külső fala nincs oksági kapcsolatban a belsejével.
ADM formalizmust (Arnovitt, Deser, Misner) alkalmazva az általános relativitáselméletre, a téridő leírható mint állandó t idejű hiperfelületek térszerű foliációja. Ezzel a formalizmussal a metrika általános formája:
{\displaystyle ds^{2}=-\left(\alpha ^{2}-\beta _{i}\beta ^{i}\right)\,dt^{2}+2\beta _{i}\,dx^{i}\,dt+\gamma _{ij}\,dx^{i}\,dx^{j}}
ahol
{\displaystyle \alpha } - hibafüggvény, ami megadja az időbeli távolságot a közeli hiperfelületek között,
{\displaystyle \beta ^{i}} - eltolási vektor,
{\displaystyle \gamma _{ij}} - pozitív definit metrika a hiperfelületeken.
Az a különleges forma, amit Alcubierre tanulmányozott:
{\displaystyle \alpha =1\,}
{\displaystyle \beta ^{x}=-v_{s}(t)f\left(r_{s}(t)\right)}
{\displaystyle \beta ^{y}=\beta ^{z}=0\,\!}
{\displaystyle \gamma _{ij}=\delta _{ij}\,\!}
ahol
{\displaystyle v_{s}(t)={\frac {dx_{s}(t)}{dt}},} (az űrhajó és egyúttal a buborék sebessége)
{\displaystyle r_{s}(t)={\sqrt {(x-x_{s}(t))^{2}+y^{2}+z^{2}}},} (távolság az űrhajótól)
és
{\displaystyle f(r_{s})={\frac {\tanh(\sigma (r_{s}+R))-\tanh(\sigma (r_{s}-R))}{2\tanh(\sigma R)}},} (formafüggvény)
ahol
{\displaystyle R} - a téridő-buborék sugara
{\displaystyle \sigma } - a buborék falának vastagsága
Feltételezve, hogy
{\displaystyle R>0} és {\displaystyle \sigma >0},  Alcubierre metrikájának speciális formája így írható:
{\displaystyle ds^{2}=\left(v_{s}(t)^{2}f(r_{s}(t))^{2}-1\right)\,dt^{2}-2v_{s}(t)f(r_{s}(t))\,dx\,dt+dx^{2}+dy^{2}+dz^{2}}
A metrika ezen különleges formájával meg lehet mutatni, hogy a hiperfelületeken elhelyezkedő megfigyelők számára az energiasűrűséget a következő összefüggés írja le:
{\displaystyle -{\frac {c^{4}}{8\pi G}}{\frac {v_{s}^{2}(y^{2}+z^{2})}{4g^{2}r_{s}^{2}}}\left({\frac {df}{dr_{s}}}\right)^{2},}
ahol {\displaystyle g\!} a metrikus tenzor determinánsa.
Minthogy az energiasűrűség negatív, úgynevezett egzotikus anyagra van szükség a fénynél gyorsabb haladáshoz. Az egzotikus anyag létezése elméletileg nincs kizárva. Robert 
J. Lownak az az álláspontja, hogy az általános relativitáselmélet keretein belül térhajtómű létrehozása lehetetlen egzotikus anyag nélkül.

## Fizika
Még akik ismerik a speciális relativitáselmélet olyan fogalmait, mint a Lorentz–Fitzgerald-kontrakció (lásd: hosszkontrakció) vagy az idődilatáció, az Alcubierre-metrika azok számára is látszólag különleges tulajdonságokkal bír.
Alcubierre leírta, hogy az űrhajósok számára állandó súlytalanság van, még akkor is, ha az űrhajót körülvevő tér gyorsul vagy lassul. Hatalmas árapály erők ébrednek a sík tér és a térgörbület határán, de a metrika megfelelő beállításával ezek kis értéken tarthatók, gyakorlatilag az űrhajó térfogatán belül.
Az általános relativitáselméletben való számítások során általában előre megadják az anyag és az energia eloszlásának valószínűségét, és ezekkel meghatározzák a téridő geometriáját, de lehetséges Einstein téregyenleteit a fordított irányban alkalmazni, vagyis először leírni a metrikát, és abból meghatározni az ahhoz szükséges energia-tenzort, és Alcubierre éppen ezt tette, amikor leírta a metrikáját. Ez a módszer azzal jár, hogy a megoldás sérthet bizonyos energia-feltételeket és egzotikus anyag szükséges hozzá. Az egzotikus anyag szükségessége felveti azt a kérdést, hogy vajon lehetséges-e az anyag olyan kezdeti eloszlása, amiben még nincs „téridő-buborék”, de később még keletkezhet. Egy másik probléma, amire Szergej Krasznyikov mutatott rá, hogy nem lehetséges ilyen buborékot létrehozni anélkül, hogy az egzotikus anyag ne mozogna helyileg a fénynél sebesebben, ami szükségessé teszi a tachionok létezését. Néhány javasolt módosítás kiküszöböli a tachionok problémáját, de csupasz szingularitást állít elő a buborék előtt.

## Problémák
Lényeges problémák erednek abból, hogy minden térhajtómű-elmélet sért bizonyos energiafeltételeket. Másrészt igaz, hogy kísérletekkel igazolt kvantumjelenségek (mint például a Casimir-effektus), amikor kvantumos térelmélettel írják le, olyan energia-tenzorhoz vezetnek, amik szintén sértik az energia-feltételeket (ilyen például a negatív tömeg-energia ekvivalencia). Ezek alapján az Alcubierre-meghajtás fizikailag is lehetséges lehet ezeknek a kvantumos hatásoknak a kihasználásával.

### Tömeg- és energiaszükséglet
Ha bizonyos, Ford és Roman által feltételezett kvantum-egyenlőtlenségek igazak, akkor néhány térhajtómű gigantikus (és negatív) energiákat igényelne. Például −1064 kg tömeggel ekvivalens energiára lenne szükség egy kisebb űrhajó mozgatására a Tejúton keresztül. Ilyen nagyságrendű tömeg nagyobb, mint az ismert univerzum tömege. Azonban ezt cáfoló vélemények is léteznek.
Chris Van den Broeck (Katholieke Universiteit Leuven, Belgium) 1999-ben megpróbálta kiküszöbölni ezeket a problémákat. A 3+1 dimenziós felszín összenyomásával, amiben a „buborék” található, és amit a hajtómű mozgat, és ugyanakkor a 3 dimenziós tér kiterjesztésével, ami belül található, Van den Broeck képes volt a szükséges energiát, ami kis atomok mozgatásához szükséges, három naptömegnyire csökkenteni. Később, Van den Broeck metrikájának kis módosításával Szergej Krasznyikov elérte (Központi Csillagászati Obszervatórium, Pulkovo, Oroszország), hogy az energiaszükséglet negatív energiából mindössze néhány milligramm legyen.
2012-ben Harold White fizikus és kollégái bejelentették, hogy az egzotikus anyag geometriájának módosításával lecsökkenthető az anyag-energia szükséglet egy makroszkopikus űrhajó esetén a Jupiter bolygó tömegének megfelelő korábbi értékről kb. 700 kg-ra, illetve még kevesebbre. Szándékaikban áll kísérleteket végrehajtani kis méretekben, amivel „téridő-buborékot” lehetne létrehozni. White javasolta, hogy a „téridő-buborék” alakja gömb helyett tórusz legyen. Ezen felül, ha a warp-tér erőssége időben oszcillál, az energiaszükséglet tovább csökkenthető. A kísérletet egy módosított Michelson-Morley interferométerrel végeznék.  Az interferométer egyik szárának hossza látszólag megváltozna, ha a berendezést bekapcsolnák.

### Az anyag elhelyezése
Szergej Krasznyikov felvetette, hogy ha tachion anyag nem található vagy nem használható, akkor lehetséges megoldásként az anyagot a jármű haladási irányában úgy kell elhelyezni, hogy az a szükséges teret létrehozza. Ebben az esetben a jármű nem haladhat tetszőleges irányban, hanem csak a kiépített útvonalak mentén. Ebből következően ez a módszer nem használható „első utazás” gyanánt.

### Túlélés a buborékon belül
2002-ben megjelent publikációjában José Natário azt vetette fel, hogy lehetetlen lenne az űrhajónak jeleket küldenie a buborék előtti térbe.
Carlos Barceló, Stefano Finazzi és Stefano Liberati kvantumelmélet alkalmazásával rámutattak, hogy az Alcubierre-meghajtással a fénynél gyorsabb haladás a Hawking-sugárzás által okozott magas hőmérséklet miatt mindent elpusztít és instabilitást okoz a buborékon belül. Ezek a problémák nem jelentkeznek, ha a buborék sebessége a fénysebesség alatt marad, de az egzotikus anyag továbbra is szükséges a meghajtás működéséhez.

### A megérkezésnél okozott károsodás
Brendan McMonigal, Geraint F. Lewis és Philip O'Byrne szerint a fénysebességnél nagyobb sebességről való lassításkor a buborék előtt nagy energiájú gamma- és részecskeáramlás keletkezik, ami mindent elpusztít a buborék haladási iránya előtti térben.

### A fal vastagsága
Pfenning és Allen Everett kutatók szerint (Tufts Egyetem) a buborék falvastagsága tízszeres fénysebesség esetén mindössze 10−32 méter (az alsó határértéknek számító Planck-hossz 1,6 × 10−35 méter).

## Kísérletek
A NASA 2012-ben bejelentette, hogy laboratóriumi interferométere képes az Alcubierre meghajtás által okozott téridő-torzulásokat (összenyomódás és kiterjedés) kimutatni. A cikk, amit Harold Sonny White írt (a NASA egyik tudósa) a Warp Field Mechanics 101-ben jelent meg.

## Sci-fi megjelenések
A fénynél gyorsabb utazás témája gyakran megjelenik a sci-fiben, amikben a szerzők tisztában vannak vele, hogy a világegyetemben létező irdatlan távolságok másképpen nem hidalhatók át elfogadható idő alatt. A Star Trek televíziós sorozat használta először a "térhajtómű" kifejezést, amivel a történetben a fénynél gyorsabb haladás lehetővé vált. Az Alcubierre meghajtás (vagy más, hasonló elméletek) akkor még nem léteztek. Alcubierre elismerte egy William Shatnernek írott e-mailben, hogy elméletét a Star Trek televíziós műsorban elhangzott kifejezés inspirálta. Erre az 1994-es írásában is utal.
Marko Kloos Frontvonalak című könyvsorozatában is ezzel a meghajtással közlekednek a csillagok között.

## Szakirodalom
- Lobo,  Francisco S. N.; & Visser, Matt (2004). „Fundamental limitations on 'warp drive' spacetimes”. Classical and Quantum Gravity 21 (24), 5871–5892. o. DOI:10.1088/0264-9381/21/24/011.
- Hiscock, William A. (1997). „Quantum effects in the Alcubierre warp drive spacetime”. Classical and Quantum Gravity 14 (11), L183–L188. o. DOI:10.1088/0264-9381/14/11/002.
- Berry, Adrian. The Giant Leap: Mankind Heads for the Stars. Headline (1999). ISBN 0-7472-7565-3  Apparently a popular book by a science writer, on space travel in general.
- T. S. Taylor, T. C. Powell, "Current Status of Metric Engineering with Implications for the Warp Drive," AIAA-2003-4991 39th AIAA/ASME/SAE/ASEE Joint Propulsion Conference and Exhibit, Huntsville, Alabama,  20–23 July 2003
- H. E. Puthoff, "SETI, the velocity-of-light limitation, and the Alcubierre warp drive: an integrating overview," Physics Essays 9, 156–158 (1996).
- Amoroso, Richard L. (2011) Orbiting the Moons of Pluto: Complex Solutions to the Einstein, Maxwell, Schrodinger & Dirac Equations, New Jersey: World Scientific Publishers; ISBN 978-981-4324-24-3, see Chap. 15, pp. 349–391, Holographic wormhole drive: Philosophical breakthrough in faster than light "Warp Drive" technology. (Amoroso claims to have solved problems of the Alcubierre metric such as need for large negative mass energy.)

## Fordítás
- Ez a szócikk részben vagy egészben  az   Alcubierre drive című angol Wikipédia-szócikk fordításán alapul.  Az eredeti cikk szerkesztőit annak laptörténete sorolja fel. Ez a jelzés csupán a megfogalmazás eredetét és a szerzői jogokat jelzi, nem szolgál a cikkben szereplő információk forrásmegjelöléseként.